# La Farinera (Sabadell)
La Farinera, també anomenada Cal Fideuer, és una obra noucentista de Sabadell (Vallès Occidental) inclosa a l'Inventari del Patrimoni Arquitectònic de Catalunya.

## Descripció
Edifici situat a la cantonada dels carrers del Mestre Rius i de Sant Joan, format per planta baixa i dos pisos. La planta baixa es troba completament modificada, destinada a ús comercial. La resta de la façana, organitzada per una composició de línies verticals i horitzontals, conserva les obertures rectangulars, amb baranes decorades amb motius ceràmics. Hi ha una cornisa de coronament.

## Història
Amb data 7 de desembre del 1914 es va presentar l'expedient de sol·licitud d'obra amb els plànols (planta i alçat) signats per l'arquitecte Eduard M. Balcells per a la construcció d'una fàbrica de Pastes Alimentàries per als successors de D. Joaquín Sabater. El projecte va ser aprovat el dia 4 de febrer del 1915, després d'un informe favorable de l'arquitecte municipal, Josep Renom i Costa, signat el 25 de gener d'aquell mateix any (datació per font).